# Tarsiphantes
Tarsiphantes Strand, 1905 è un genere di ragni appartenente alla famiglia Linyphiidae.

## Distribuzione
L'unica specie oggi attribuita a questo genere è stata reperita nella Russia, Canada e Groenlandia.

## Tassonomia
Questo genere è stato rimosso dalla sinonimia con Typhochrestus Simon, 1884 da un lavoro degli aracnologi Marusik, Böcher & Koponen del 2006, contra un precedente lavoro di Holm (1960a).
Considerato anche un sinonimo anteriore di Pannicularia Tanasevitch, 1983, dopo l'analisi degli esemplari di Pannicularia sinuosa Tanasevitch, 1983 effettuata dagli aracnologi Marusik, Böcher & Koponen nel 2006 e contra un analogo studio dello stesso Tanasevitch (1985a).
A giugno 2012, si compone di una specie:
- Tarsiphantes latithorax Strand, 1905[3] — Russia, Canada, Groenlandia

### Sinonimi
- Tarsiphantes sinuosa (Tanasevitch, 1983); posta in sinonimia con Tarsiphantes latithorax Strand, 1905 a seguito di un lavoro di Tanasevitch (1985a)[1].